# Tschechische Agraruniversität Prag
Die Tschechische Agraruniversität Prag (tschechisch Česká zemědělská univerzita v Praze, kurz ČZU, englisch Czech University of Life Sciences Prague) ist eine öffentliche landwirtschaftliche Universität in Tschechien. Sie existierte seit 1906 als Abteilung, seit 1920 als Fakultät und seit 1952 als selbständige Universität.

## Geschichte

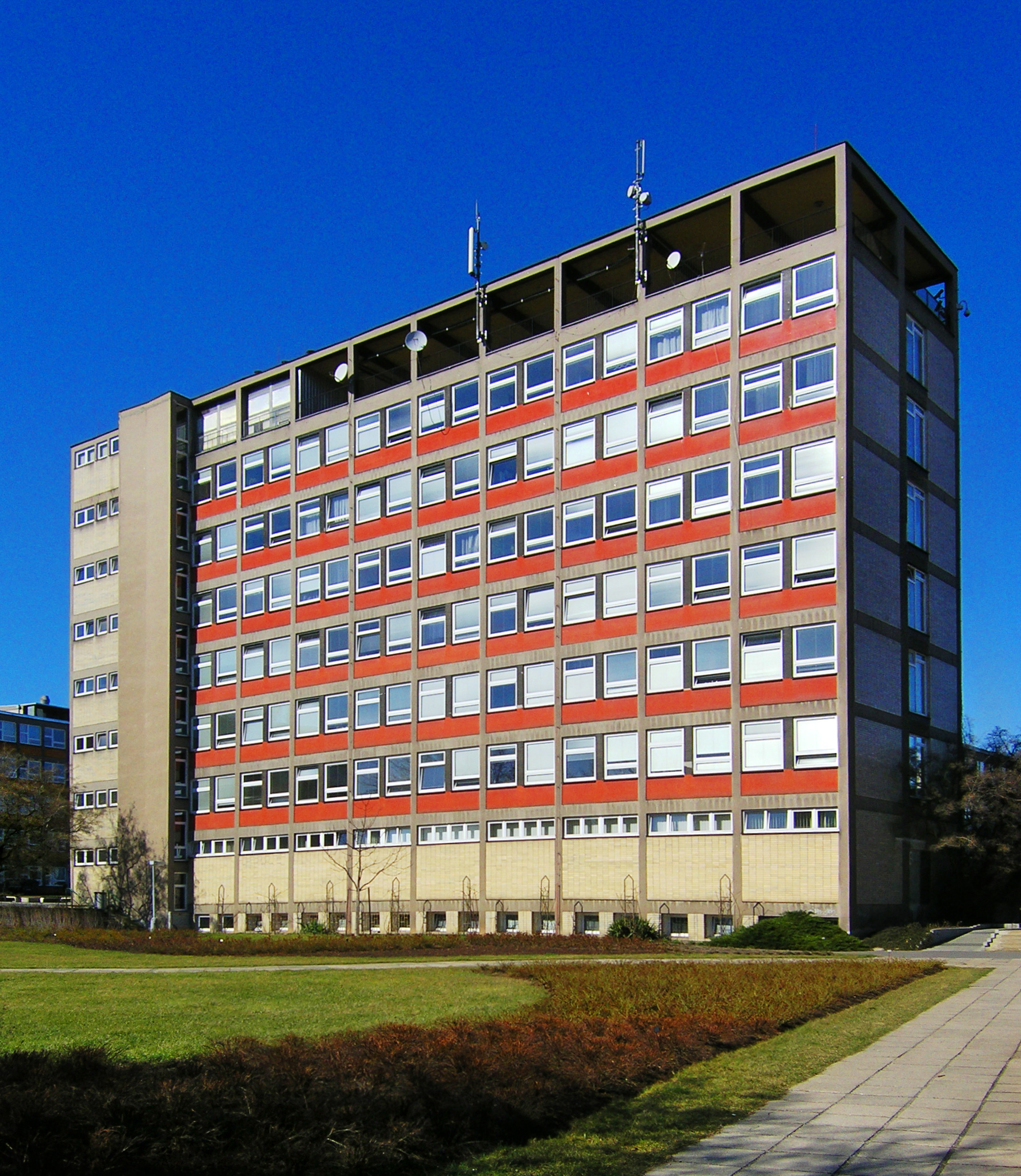
Rektorat

Die Grundlage für die landwirtschaftliche Ausbildung in Tschechien wurde bereits während der österreichisch-ungarischen Monarchie gelegt. Bereits im Jahr 1776 wurden an der Fakultät für Philosophie der Karls-Universität Prag Vorlesungen zur landwirtschaftlichen Tierhaltung eingeführt und im Jahr 1788 eine Abteilung für Landwirtschaft eingerichtet.
Im Rahmen einer Umorganisation wurde die landwirtschaftliche Ausbildung im Jahr 1812 dem Technischen Institut, der späteren Technischen Hochschule Prag angegliedert, das ab 1845 für alle Bereiche der Landwirtschaft Ausbildungsangebote unterbreitete. Die selbständige landwirtschaftliche Abteilung entstand 1906. Die ersten Agraringenieure wurden im Jahr 1911 diplomiert. Im Jahr 1920 wurden die Fakultäten für Agrarwissenschaften und Forstwissenschaften eingerichtet. Im Jahr 1952 wurde die Universität selbständig und zog 1966 in den neu errichteten Campus nach Prag-Suchdol um.
Seit 2005 ist die Tschechische Agraruniversität Prag Mitglied der Euroleague for Life Sciences, einem 2001 gegründeten Netzwerk europäischer Universitäten. Gründungsmitglieder sind die Universität Hohenheim, die Universität für Bodenkultur Wien, die Königliche Veterinär- und Landwirtschaftsuniversität Kopenhagen die Schwedische Universität für Agrarwissenschaften Uppsala und die Universität Wageningen. Im Juli 2005 trat die Landwirtschaftliche Universität Warschau dem Netzwerk bei. Seit 2012 ist die ČZU auch Partner im EU-geförderten Forschungsprojekt Biofector, sie ist auch Sitz des Sekretariats der Association for European Life Science Universities (ICA), dem Zusammenschluss von europäischen Universitäten mit Biofakultäten.

## Fakultäten und Einrichtungen

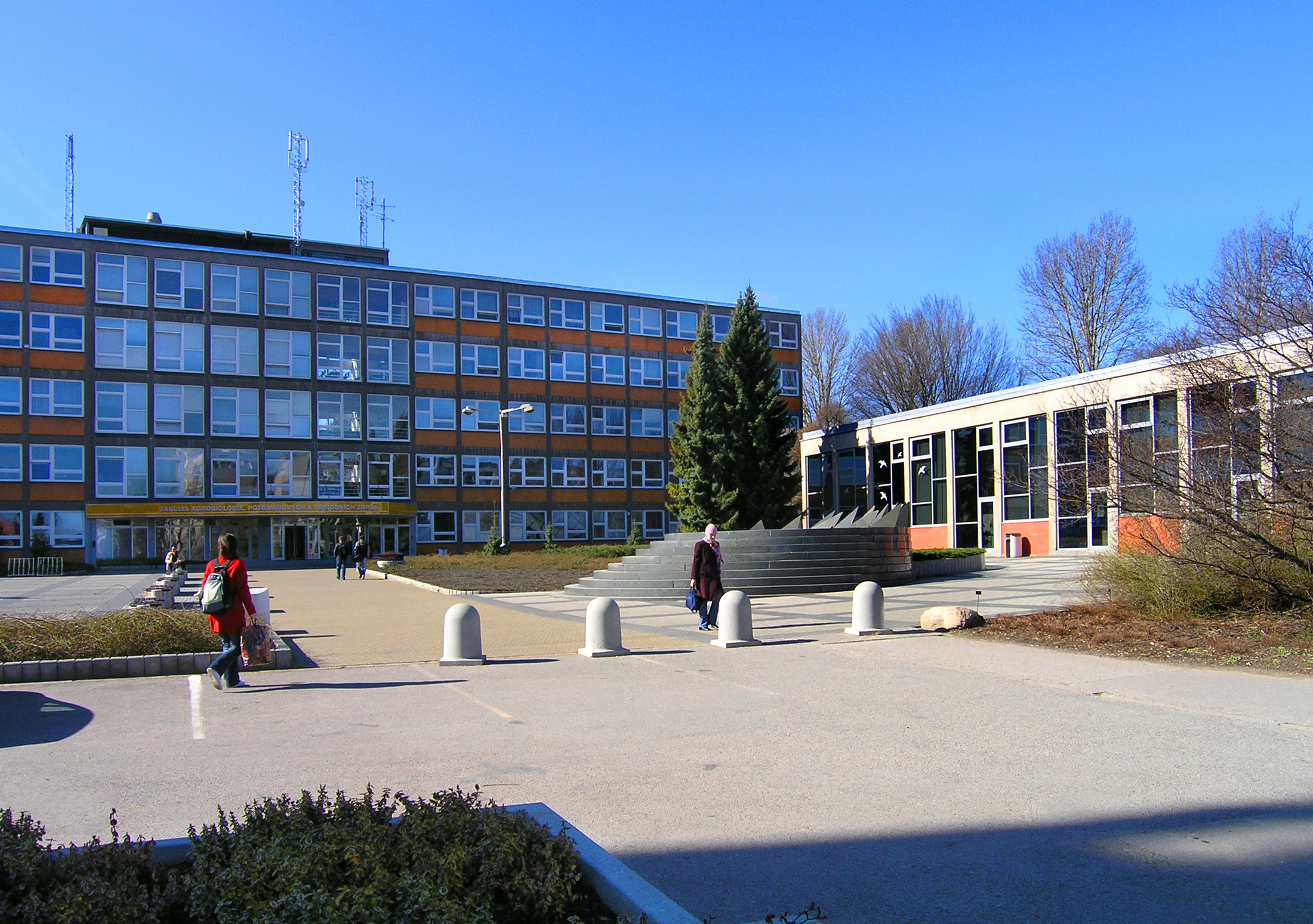
Fakultät für Agrarbiologie, Nahrungs- und Naturressourcen

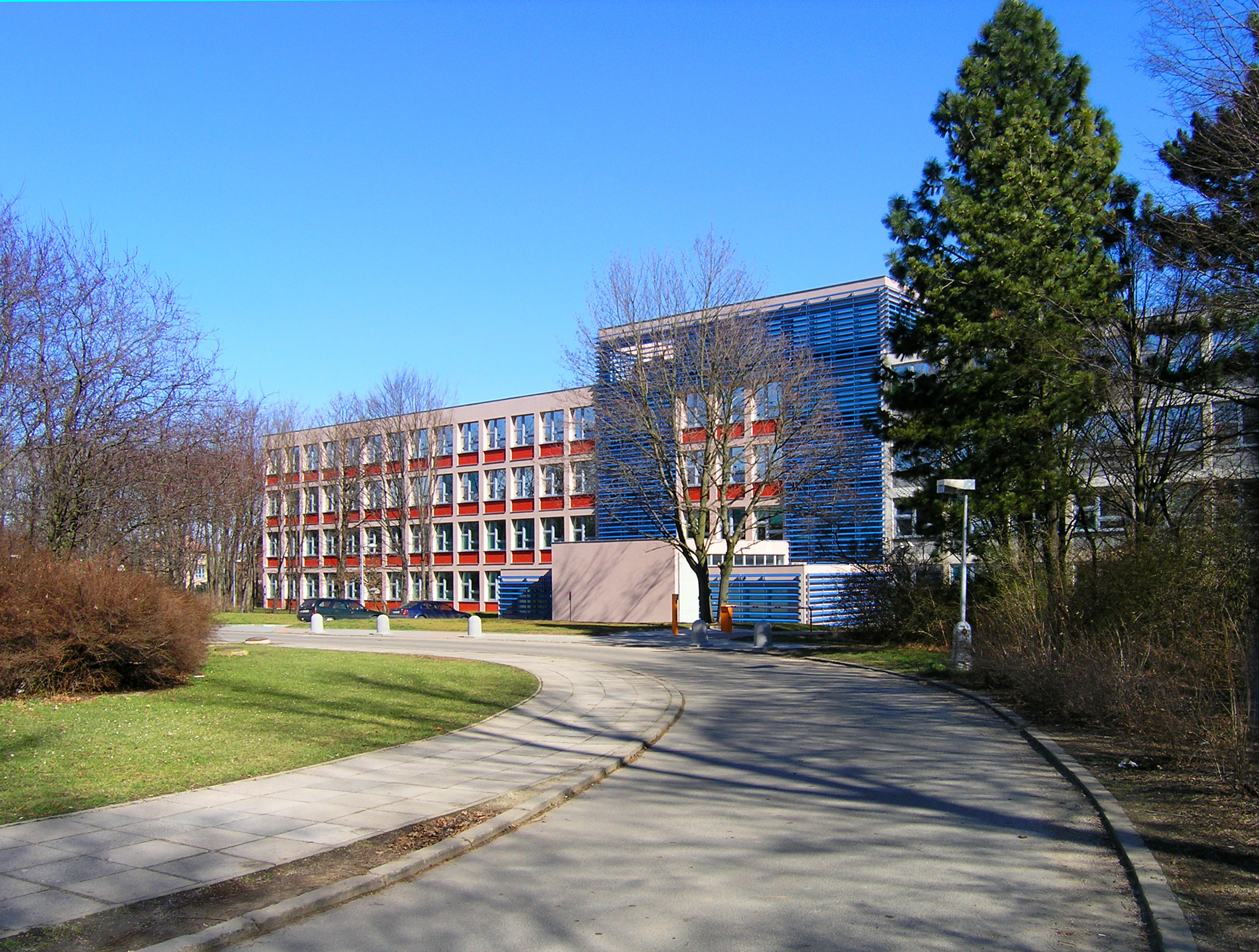
Fakultät für Ökonomie

- Fakultät für Ökonomie und Management
- Fakultät für Agrarbiologie, Nahrungs- und Naturressourcen
- Fakultät für Umweltwissenschaften
- Fakultät für Forst- und Holzwissenschaften
- Fakultät für Technik und Ingenieurwesen
- Fakultät für Landwirtschaft in den Tropen

### Institute
- Institut für Erziehung, Ausbildung und Beratung

### Betriebe
- Landwirtschaftsbetrieb in Lány
- Forstwirtschaftsbetrieb in Kostelec nad Černými Lesy

## Rektoren
- Vladimír Kosil, 1952–1960
- Karel Kudrna, 1960–1966
- Emil Kunz, 1966–1970
- Ctibor Ledl, 1970–1985
- Josef Červenka, 1985–1990
- Jiří Petr, 1990–1994
- Jan Hron, 1994–2000
- Josef Kozák, 2000–2003
- Jan Hron 2003–2009
- Jiří Balík 2010–2018[1]
- Petr Sklenička seit 2018[2]

## Bekannte Professoren, Alumni und Förderer der CZU
- Milena Dvořáková, Agrarwissenschaftliche Fachsprachenspezialistin und Autorin in deutscher Sprache
- Pavel Tlustoš, Agrochemist und Dekan der Fakultät Agrarbiologie, Nahrungs- und Naturressourcen
- Karl Hurle, deutscher Herbologe an der Universität Hohenheim, Dr. h. c. der ČZU
- Alessandro Piccolo, italienischer Agrarwissenschaftler und Pedologe an der Universität Neapel Federico II,  Dr. h. c. der ČZU